# 古恩达利娜·萨尔托里
古恩达利娜·萨尔托里（義大利語：Guendalina Sartori，1988年8月8日—），意大利射箭运动员。她曾代表意大利参加2016年夏季奥林匹克运动会射箭比赛，结果获得女子团体第四名。